# Kompleks Beskid Spytkowice
Kompleks Beskid w Spytkowicach – ośrodek narciarski położony w Spytkowicach w Beskidzie Orawsko-Podhalańskim (Beskid Żywiecki) na północno-zachodnim zboczu Łysej Góry (808 m n.p.m.), będący częścią Kompleksu Wypoczynkowo-Konferencyjnego „Beskid” w Spytkowicach.
Operatorem i właścicielem stacji jest spółka Kompleks „Beskid” Stanisław Majchrowicz Sp.J. z siedzibą w Spytkowicach.
Stacja jest członkiem Stowarzyszenia Polskie Stacje Narciarskie i Turystyczne.

## Wyciągi i trasy
Wyciąg krzesełkowy uruchomiono w 2008 roku.
W skład ośrodka narciarskiego wchodzą:
- 4-osobowy wyciąg krzesełkowy o długości 714 m i przepustowości 2200 osób na godzinę oraz przewyższeniu 137 m
- wyciąg orczykowy o długości 250 m, przepustowości 680 osób na godzinę i przewyższeniu 40 m
- wyrwirączka dla dzieci o długości 80 m, przepustowości 120 dzieci na godzinę i przewyższeniu 8,5 m.

Między tymi wyciągami przebiegają 4 trasy narciarskie:
- (1) niebieska trasa o długości ok. 750 m (wzdłuż wyciągu krzesełkowego)
- (2) niebieska trasa o długości 250 m (wzdłuż wyciągu orczykowego)
- (3) okrężna niebieska trasa o długości ok. 1 km, od górnej do dolnej stacji wyciągu krzesełkowego
- (4) zielona ośla łączka o długości ok. 80 m.

Trasy są oświetlone, ratrakowane, dośnieżane i nagłośnione.

## Pozostała infrastruktura
Na terenie ośrodka do dyspozycji narciarzy i snowboardzistów są:
- kompleks Wellness & Ski Beskid Spytkowice
- szkoła narciarska „Beskid”
- serwis narciarski
- wypożyczalnia sprzętu zimowego
- przedszkole zimowe
- gastronomia (szałas góralski, restauracja serwująca dania regionalne i domowe, bar szybkiej obsługi)
- parking.

W ośrodku obowiązuje również karnet BeskidSki, który jest ważny też w 7 innych ośrodkach. Są to: Stacja Narciarska Śnieżnica w Kasinie Wielkiej, Centrum Narciarskie Azoty w Krynicy, Stacja Narciarska Limanowa-Ski, Kokuszka w Piwnicznej-Zdroju, PodstoliceSKI w Podstolicach, Ośrodek Narciarsko-Rekreacyjny Ryterski Raj w Rytrze oraz Arena Narciarska Jaworki-Homole